# 假期飯店

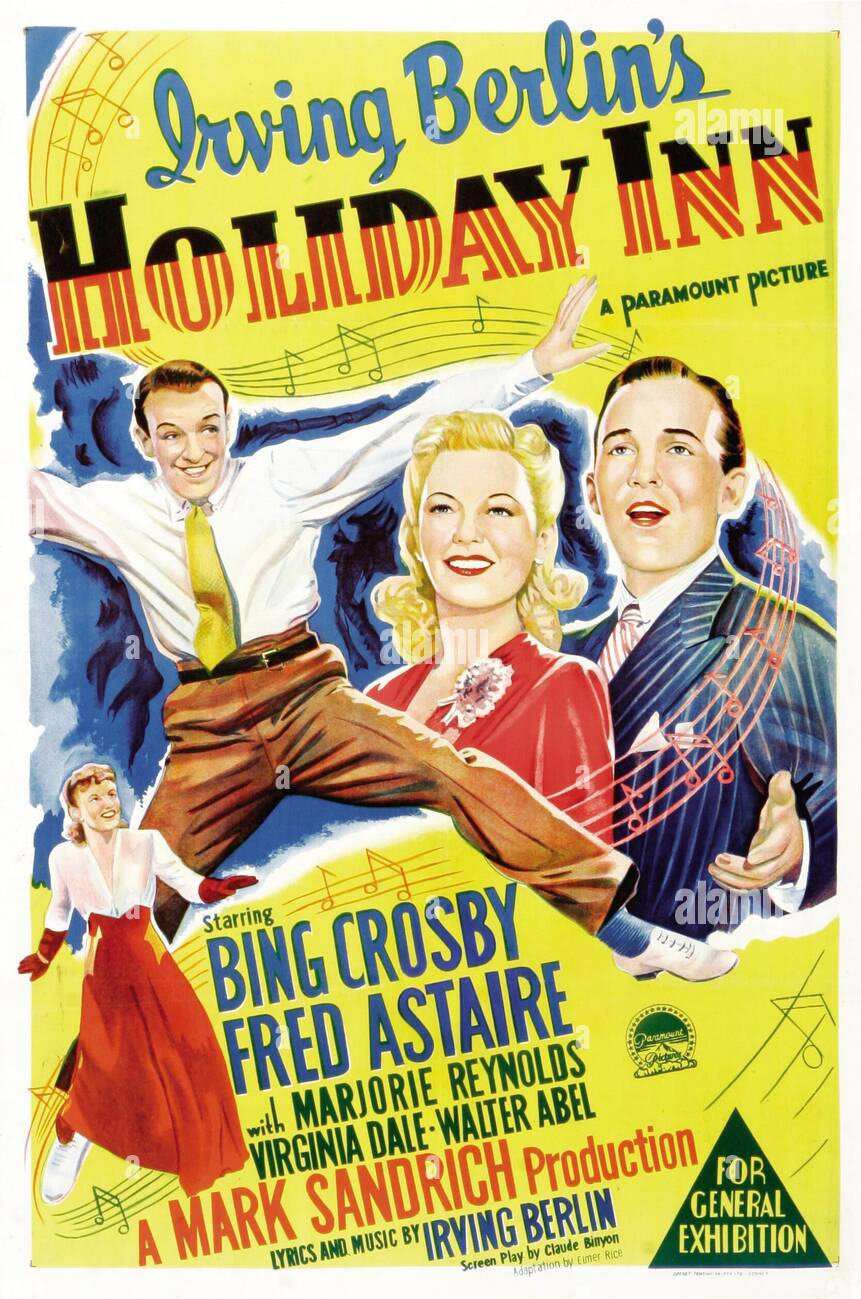
《假期飯店》電影海報

《假期飯店》（英語：Holiday Inn）是1942年美國的一部音樂電影。導演是馬克·桑德里，主演是賓·克羅斯比和弗雷德·阿斯泰爾。電影的音樂由 歐文·柏林製作，片中使用的歌曲中，有12首都是專為這部電影製作。其中最著名的歌曲是白色聖誕節。這部電影得到了1943年奧斯卡獎的最佳原創歌曲獎。

## 外部連結
- 互联网电影数据库（IMDb）上《Holiday Inn》的资料（英文）
- AllMovie上《Holiday Inn》的资料（英文）